# VL Myrsky
El VL Myrsky (Tormenta) fue un caza monoplaza utilizado por la Fuerza Aérea finlandesa. Fue diseñado y construido por la empresa aeronáutica estatal Valtion Lentokonetehdas. Los modelos de la aeronave eran Myrsky I, Myrsky II y Myrsky III.

## Historia y desarrollo

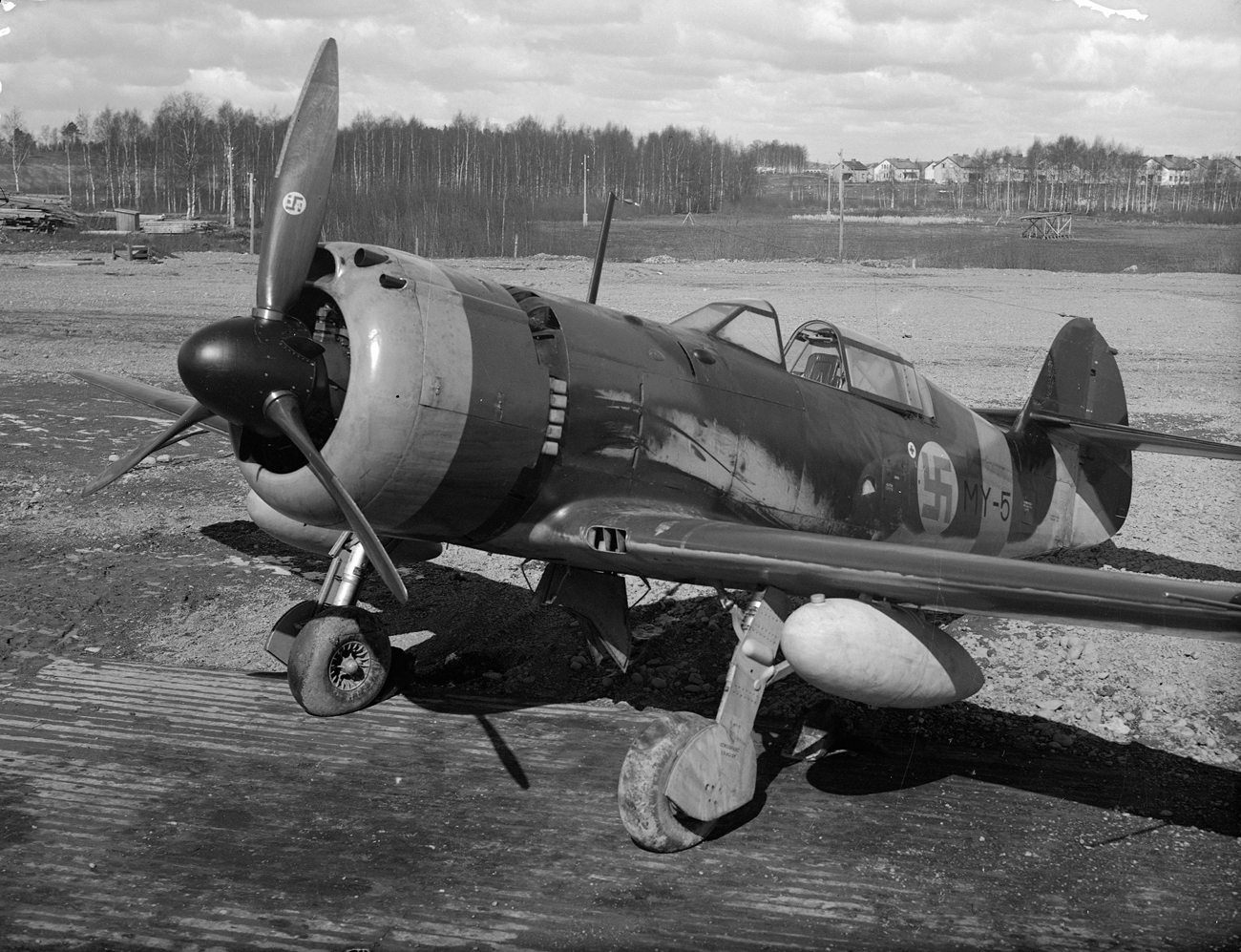
VL Myrsky II MY-5 en 1944

La decisión de comenzar a desarrollar un nuevo caza para la Fuerza Aérea Finlandesa se basó en la experiencia adquirida antes de la Guerra de Invierno : en la "carrera armamentista" que lleva a una guerra, puede ser difícil para las naciones más pequeñas comprar los mejores tipos de caza de rango sin un coste significativo. Por lo que la Fuerza Aérea finlandesa solicitó propuestas preliminares para un caza de fabricación nacional a la Fábrica de Aeronaves del Estado ( Valtion Lentokonetehdas (VL) ) a principios de 1939, antes de la Guerra de Invierno. VL presentó cinco propuestas alternativas en mayo de 1939. Después de ser estudiadas, el Ministerio de Defensa ordenó el diseño del caza Myrsky de la fábrica estatal de aviones en junio de 1939.
Debido a las dificultades para obtener duraluminio , las alas estaban construidas a base de madera contrachapada y el fuselaje era una estructura de metal revestida de tela y madera contrachapada. El motor de Bristol Taurus III previsto no estaba disponible debido a la guerra, por lo que se eligió el Pratt & Whitney R-1830 Twin Wasp. La disponibilidad de este motor también fue problemática, por lo que se usó un R-1830-S3C4-G para el primer prototipo y los S1C3-G menos potentes para los tres ejemplares posteriores y los modelos de producción. Estos fueron comprados a los alemanes procedentes de su botín de guerra.
El prototipo de caza Myrsky voló por primera vez el 23 de diciembre de 1941. Este monoplano de ala baja y tren de aterrizaje retráctil, era plenamente funcional, pero demasiado pesado. Después de unas cuantas modificaciones, se produjeron otras tres nuevas unidades como ejemplares de preproducción. Durante, los vuelos de evaluación mostraron problemas estructurales durante las pruebas de alta velocidad. Los tres prototipos se perdieron durante estas pruebas; murieron dos pilotos y otro sufrió graves heridas.
La producción en serie comenzó en otoño del 1942, mucho antes de las primeras entregas de los Messerschmitt Bf 109 , las cuales comenzarían en 1943. Se construyeron 46 Myrsky II, con lo que junto a los Myrsky I y Myrsky II, la producción alcanzó un total de 50 unidades. A pesar de que dicha aeronave cumplió todas las especificaciones, no cumplió las expectativas debido a sus problemas estructurales. En 1943, se ordenó construir diez unidades del modelo mejorado Myrsky III, pero finalmente aunque se comenzó su fabricación, no llegaron a ser completados.

## Historia operacional
El Escuadrón de Reconocimiento nº 12 recibió su primer Myrsky en agosto de 1944. Posteriormente se entregaron otras treinta unidades a ese escuadrón y al nº 16. Cincuenta cazas Myrsky volaron en 68 misiones durante la Guerra de continuación. Durante una de estas misiones, los Myrsky se enfrentaron a un Yak-7, pero la batalla acabó sin bajas para ninguno de los dos bandos. Durante otras dos misiones, los Myrsky dañaron dos cazas soviéticos, los cuales se destruyeron al intentar aterrizar. Seis tomaron parte en una misión de bombardeo el 3 de septiembre de 1944.
Durante la Guerra de Laponia, seis Myrsky volaron en trece misiones de reconocimiento en noviembre de 1944. Su construcción en madera les causó problemas, pues no aguantaban bien el frío ni la humedad. Posteriormente, diez Myrsky fueron destruidos en accidentes entre 1943 y 1947, muriendo cuatro pilotos. La vida útil de dicho caza acabó en 1947, y su último vuelo se realizó el año siguiente, en 1948.
Los Myrsky demostraron ser lo suficientemente rápidos como para plantar cara a los cazas soviéticos de la época, siendo el segundo caza más rápido de la Fuerza Aérea Finlandesa, tras el Messerschmitt Bf 109G. Los pilotos apreciaban el avión debido a que la cabina era muy ergonómica. Además, el diseño aerodinámico era excelente, lo cual propició que fuera usado en posteriores modelos, como el caza VL Pyörremyrsky y el avión de entrenamiento Valmet Vihuri. El único fallo fue el material de construcción, la madera, a la que no resistía bien el duro clima del país.

## Versiones
VL Myrsky
Prototipo; 1 construido
VL Myrsky I
Modelo de preproducción; 3 construidos
VL Myrsky II
Versión de serie con motor radial Pratt & Whitney R-1830-S1C3-G Twin Wasp de 1.050 HP (783 kW); 46 construidos
VL Myrsky III
10 en proceso de construcción finalmente cancelados
VL Pyörremyrsky
Prototipo con motor lineal Daimler-Benz DB 605

## Operadores
Finlandia
Fuerza Aérea Finlandesa

## Especificaciones técnicas
Referencia datos: VL Myrsky II

### Características generales
- Tripulación: 1
- Longitud: 8,35 m
- Envergadura: 11,00 m
- Altura: 3,00 m
- Superficie alar: 18,00 m²
- Peso vacío: 2.337 kg
- Peso máximo al despegue: 3.213 kg
- Planta motriz:  Radial 14 cilindros Pratt & Whitney R-1830-S1C3-G Twin Wasp.
  - Potencia: 1 kW (1 HP; 1 CV) cada uno.

### Rendimiento
- Velocidad nunca excedida (Vne): 535 km/h
- Alcance: 500 km
- Techo de vuelo: 9.500 m
- Régimen de ascenso: 15 m/s

### Armamento
- Armas de proyectiles: 4 ametralladoras VKT LKk / 42
- Bombas: 2 bombas de 100 kg (220 lb)